# Суперкњига
Суперкњига (јап. スーパーブック; енгл. Superbook) — хришћанска анимирана телевизијска серија. Првобитно је приказивана током 1980-их као аниме, док је рибут премијерно приказан 2011. године. Бележи догађаје из Старог и Новог завета Библије.
У Србији је прва епизода премијено приказана 17. марта 2022. у Дому омладине Београда, док је 19. марта 2022. цела прва сезона објаљена за YouTube.

## Гласовне улоге
| Улога            | Српски глас             |
| ---------------- | ----------------------- |
| Крис Квантум     | Алекса Станиловић       |
| Ела Пепер        | Мирјана Мина Ивановић   |
| Гизмо            | Марко Ћурчић            |
| професор Квантум | Милан Тубић             |
| Суперкњига       | Немања Вановић          |
| Луцифер          | Милош Ђуричић           |
| Адам             | Димитрије Цинцар Костић |
| Ева              | Марија Огњеновић        |
| Бог              | Лако Николић            |

### Продукција
- Преводилац: Гордана Савић
- Продуцент: Драгана Перовић
- Сниматељ: Владислава Спасић
- Редитељ: Катарина Пауновић
- Студио за снимање:

## Епизоде

### Оригинална серија
| Сезона | Сезона | Епизоде | Оригинално емитовање | Оригинално емитовање | Оригинално емитовање | Емитовање у Србији | Емитовање у Србији | Емитовање у Србији |
| Сезона | Сезона | Епизоде | Премијера            | Финале               | Мрежа                | Премијера          | Финале             | Мрежа              |
| ------ | ------ | ------- | -------------------- | -------------------- | -------------------- | ------------------ | ------------------ | ------------------ |
|        | 1.     | 26      | 1. октобар 1981.     | 25. март 1982.       |                      |                    |                    |                    |
|        | 2.     | 26      | 4. април 1983.       | 26. септембар 1983.  |                      |                    |                    |                    |

### Рибут серија
| Сезона | Сезона | Епизоде | Оригинално емитовање | Оригинално емитовање | Оригинално емитовање | Емитовање у Србији | Емитовање у Србији | Емитовање у Србији |
| Сезона | Сезона | Епизоде | Премијера            | Финале               | Мрежа                | Премијера          | Финале             | Мрежа              |
| ------ | ------ | ------- | -------------------- | -------------------- | -------------------- | ------------------ | ------------------ | ------------------ |
|        | 1.     | 13      | 1. септембар 2011.   | 29. март 2013.       |                      | 19. март 2022.     | 19. март 2022.     |                    |
|        | 2.     | 13      | 24. јун 2013.        | 19. септембар 2014.  |                      |                    |                    |                    |
|        | 3.     | 13      | 6. новембар 2014.    | 17. март 2017.       |                      |                    |                    |                    |
|        | 4.     | 13      | 24. јун 2017.        | 25. јун 2019.        |                      |                    |                    |                    |
|        | 5.     | 16      | 1. септембар 2019.   | 4. мај 2021.         |                      |                    |                    |                    |

#### 1. сезона (2011—2013)
1. У почетку
2. Тест
3. Јаков и Исав
4. Пусти мој народ
5. Десет заповести
6. Дивовска авантура
7. Рика
8. Први Божић
9. Исусова чуда
10. Последња вечера
11. Васкрсао је!
12. Пут за Дамаск
13. Последња битка